# Catocala bokhaica
Catocala bokhaica là một loài bướm đêm thuộc họ Erebidae. Nó được tìm thấy ở Primorye ở vùng Viễn Đông Nga, Triều Tiên và Trung Quốc.